# Milano-Modena 1947
La Milano-Modena 1947, trentaquattresima edizione della corsa, si svolse il 24 agosto 1947 su un percorso di 187 km con partenza a Milano e arrivo a Modena. Fu vinto dall'italiano Oreste Conte, che completò il percorso in 4h36'00", alla media di 40,637 km/h, precedendo in volata i connazionali Alfredo Martini ed Egidio Marangoni. Conclusero la prova 42 dei 67 ciclisti al via.

## Percorso
Organizzata dall'U.C. Modenese per la prima volta dopo quattro anni d'interruzione, la corsa prese il via da Rogoredo e, percorrendo come di consueto la Strada statale 9, attraversò nell'ordine Tavazzano, Lodi, Casalpusterlengo, Fombio, Piacenza, Fidenza, Parma, Calerno e Reggio Emilia. L'arrivo fu allo Stadio comunale di Modena dopo cinque giri di pista e 187 km complessivi.

## Ordine d'arrivo (Top 10)
| Pos. | Corridore         | Squadra        | Tempo    |
| ---- | ----------------- | -------------- | -------- |
| 1    | Oreste Conte      | Benotto        | 4h36'00" |
| 2    | Alfredo Martini   | Welter         | s.t.     |
| 3    | Egidio Marangoni  | Wally          | s.t.     |
| 4    | Elio Bertocchi    | Viscontea      | s.t.     |
| 5    | Guido De Santi    | Wilier Triest. | s.t.     |
| 6    | Vittorio Seghezzi | Lygie          | s.t.     |
| 7    | Alfredo Pasotti   | Benotto        | s.t.     |
| 8    | Annibale Brasola  | Lygie          | s.t.     |
| 9    | Serafino Biagioni | Benotto        | s.t.     |
| 10   | Settimio Simonini | Wally          | s.t.     |